# بارت فـان لانكير
بارت فـان لانكير هو لاعب كرة قدم بلجيكي، ولد في 17 مارس 1973 في بلجيكا.